# Papalsystem
Als Papalsystem bezeichnet man das System der christlichen Kirchenhoheit in der katholischen Kirche, wie es sich seit den Anfängen der Bischöfe von Rom entwickelt hat.

## Geschichte
Bereits im 2. Jahrhundert herrschte in der christlichen Kirche die Auffassung, dass die Bischöfe Nachfolger der Apostel und das Bischofsamt göttlich gesetzte Grundlage der Kirchenverfassung sei. Seit dem 4. Jahrhundert knüpfte sich daran der Gedanke, dass Petrus mit einem besonderen Vorrang unter den Aposteln ausgestattet und dass dieser Vorrang auf seine Nachfolger im römischen Bischofsamt übergegangen sei, siehe dazu auch unter Papst.
Das Tridentinische Konzil hat endgültig diese Glaubenssätze gesetzgeberisch festgestellt, insbesondere in der Reaktion auf die Reformation. Das Verhältnis zwischen Bischof- und Papsttum war in Lehre und Praxis sehr lange schwankend. Daran knüpfen sich die als Episkopalsystem und Papalsystem genannten Theorien. Aus dem alten Ehrenvorrang (primatus honoris) der Päpste wurde allmählich, jedoch in verschiedenen Teilen der Christenheit zu unterschiedlichen Zeitepochen, ein konkreter Machtvorrang (primatus jurisdictionis). Im Abendland machte sich dieser Machtvorrang erst zur Zeit der Karolinger geltend.
Von sehr großer Bedeutung zur Ausbildung des Papalsystems war die Fälschung des Pseudoisidor. Die Fortwirkung der Tendenzen Pseudoisidors führte zu der höchsten Entwicklung des Papalsystems seit Gregor VII. bis zu Innozenz III. und dann bis zu Bonifatius VIII. Zwischen 1075 und 1300 beherrschte das Papsttum das Abendland und große Teile des Orients. Die Bischöfe waren lediglich Beamte und Statthalter des Papstes.
Eine scharfe Reaktion gegen das Papalsystem stellen sodann die Reformkonzile seit dem Anfang des 15. Jahrhunderts dar. Nach Überwindung dieser Reaktion erfolgte dann auf dem tridentinischen Konzil die tatsächliche Wiederherstellung des Papalsystems im mittelalterlichen Sinn, die nur in Frankreich Widerspruch fand. Hier war im Anschluss an das Basler Konzil in Form des Gallikanismus eine Form des Episkopalsystems errichtet worden, die in engster Verbindung mit der Staatsgewalt (der Monarchie) stand und die den Papst bis zur Französischen Revolution auf den alten primatus honoris einschränkte. Erst seit der Revolution wurde durch Napoléon Bonaparte das Papalsystem auch in Frankreich durchgesetzt, womit das Land dann in das universale Papalsystem eingegliedert wurde.
Den letzten Höhepunkt erreichte das Papalsystem durch die Dogmen des Ersten Vatikanischen Konzils zum Jurisdiktionsprimat und zur Infallibilität des Papstes.
Der Altkatholizismus und die Reformation fassen das Papsttum historisch auf.